# Kanton Lescar, Gave et Terres du Pont-Long
 Lescar, Gave et Terres du Pont-Long  is een kanton van het Franse departement Pyrénées-Atlantiques. Het kanton maakt deel uit van het arrondissement  Pau.  

 Het telt 30.039  inwoners in 2018.

Het kanton werd gevormd ingevolge het decreet van 25  februari 2014 met uitwerking op 22 maart 2015 met Lons als hoofdplaats.

## Gemeenten
Het kanton Lescar, Gave et Terres du Pont-Long omvat 7 van de 14 gemeenten van het opgeheven kanton Lescar, namelijk :
- Arbus
- Artiguelouve
- Lescar
- Lons
- Poey-de-Lescar
- Siros
- Uzein